# Rosa María Andrés Rodríguez
Rosa María Andrés Rodríguez (* 29. Mai 1977 in Cala Millor) ist eine ehemalige spanische Tennisspielerin.

## Karriere
Andrés Rodríguez, die beim Tennis Sandplätze bevorzugte, gewann in ihrer Laufbahn einen Doppeltitel auf der WTA Tour. Außerdem konnte sie acht Turniersiege im Einzel und 28 im Doppel auf dem ITF Women’s Circuit für sich verbuchen.

## Turniersieg

### Doppel
| Nr. | Datum        | Turnier   | Kategorie    | Belag | Partnerin    | Finalgegnerinnen                      | Ergebnis |
| --- | ------------ | --------- | ------------ | ----- | ------------ | ------------------------------------- | -------- |
| 1.  | 21. Mai 2005 | Straßburg | WTA Tier III | Sand  | Andreea Vanc | Marta Domachowska Marlene Weingärtner | 6:3, 6:1 |

## Abschneiden bei Grand-Slam-Turnieren

### Doppel
| Turnier         | 1999 | 2000 | 2001 | 2002 | 2003 | 2004 | 2005 | Karriere |
| --------------- | ---- | ---- | ---- | ---- | ---- | ---- | ---- | -------- |
| Australian Open | —    | 1    | 1    | —    | —    | —    | —    | 1        |
| French Open     | 1    | 1    | —    | —    | —    | —    | —    | 1        |
| Wimbledon       | —    | —    | —    | —    | —    | —    | —    | —        |
| US Open         | —    | 1    | —    | —    | —    | —    | 1    | 1        |